# Província de Txernivtsí

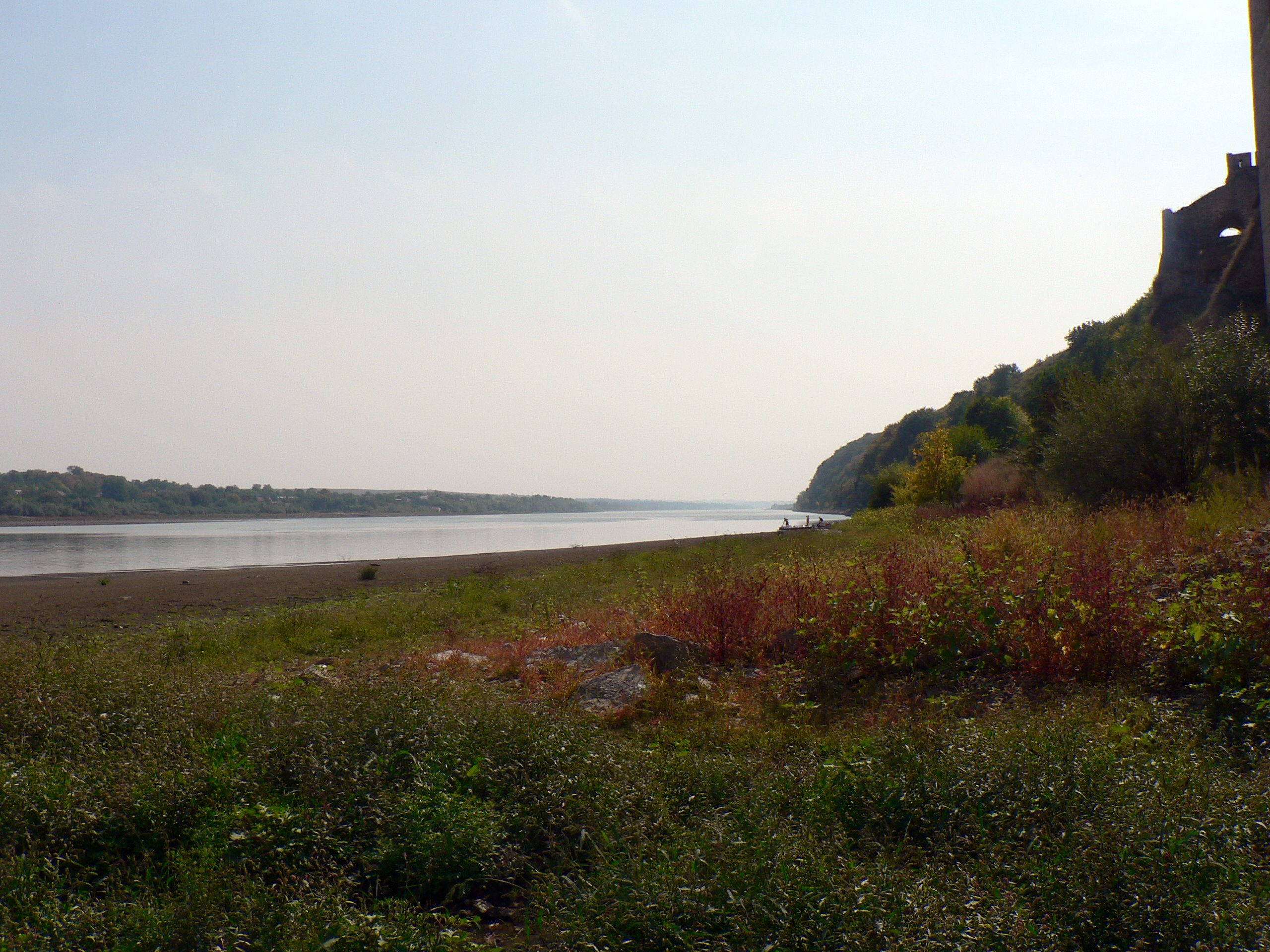
El riu Dnièster al seu pas per Khotýn.

L'óblast de Txernivtsí (ucraïnès: Черніве́цька óбласть, transcrit: Txernivetska óblast, transcrit amb els signes suaus indicats: Txernivets'ka óblast’; també coneguda com a: Букови́на, transcrit: Bukovyna) és una óblast (província) d'Ucraïna occidental i la més petita del país. Durant l'imperi Austrohongarès formava la part septentrional de la regió de Bucovina (Півні́чна Букови́на, Pivnitxna Bukovyna, "Bukovyna del nord") i fou part de la Bessaràbia incorporada a Romania del 1919 al 1940. La capital és la ciutat de Txernivtsí (Чернівці).
Limita amb Moldàvia (districtes o raioane de Briceni, pronunciat Britxeni, en moldau: Raionul Briceni, en ucraïnès: Бричанський район o Брічень, Brytxanskyi raion o Britxeny; i d'Ocniţa, pronunciat Oknitsa, en moldau: Raionul Ocniţa, en ucraïnès: Окницький район o Окніца, Oknytskyi raion o Oknitsa) i Romania (províncies o judeţul [pron. judetsul] de Suceava, en romanès: Judeţul Suceava; i Botoşani, en romanès: Judeţul Botoşani; a la regió romanesa de Moldàvia) al sud, amb l'óblast d'Ivano-Frankivsk a l'oest i nord-oest, amb les óblasts de Ternópill i Khmelnitski al nord, i amb l'óblast de Vínnytsia a l'est. La frontera estatal dins de l'óblast té una llargada de 404,7 km, dels quals 170 són amb la República de Moldàvia i 234,7 amb Romania.

## Geografia física
Txernivtsí és la província més petita d'Ucraïna, comprèn una superfície de 8.097 km², amb la qual cosa representa 1,3% del territori del país.

### Relleu
La província de Txernivtsí es pot dividir en tres sectors geogràfics: una part dels Carpats anomenats els Carpats de Bucovina a l'oest, tocant amb la frontera amb l'óblast d'Ivano-Frankivsk, els precarpats (pujols als peus dels Carpats) entre els Carpats i el riu Prut al centre de la província, i una àrea d'estepa forestal entre el Prut i el Dnièster a l'est de la província.

### Hidrografia

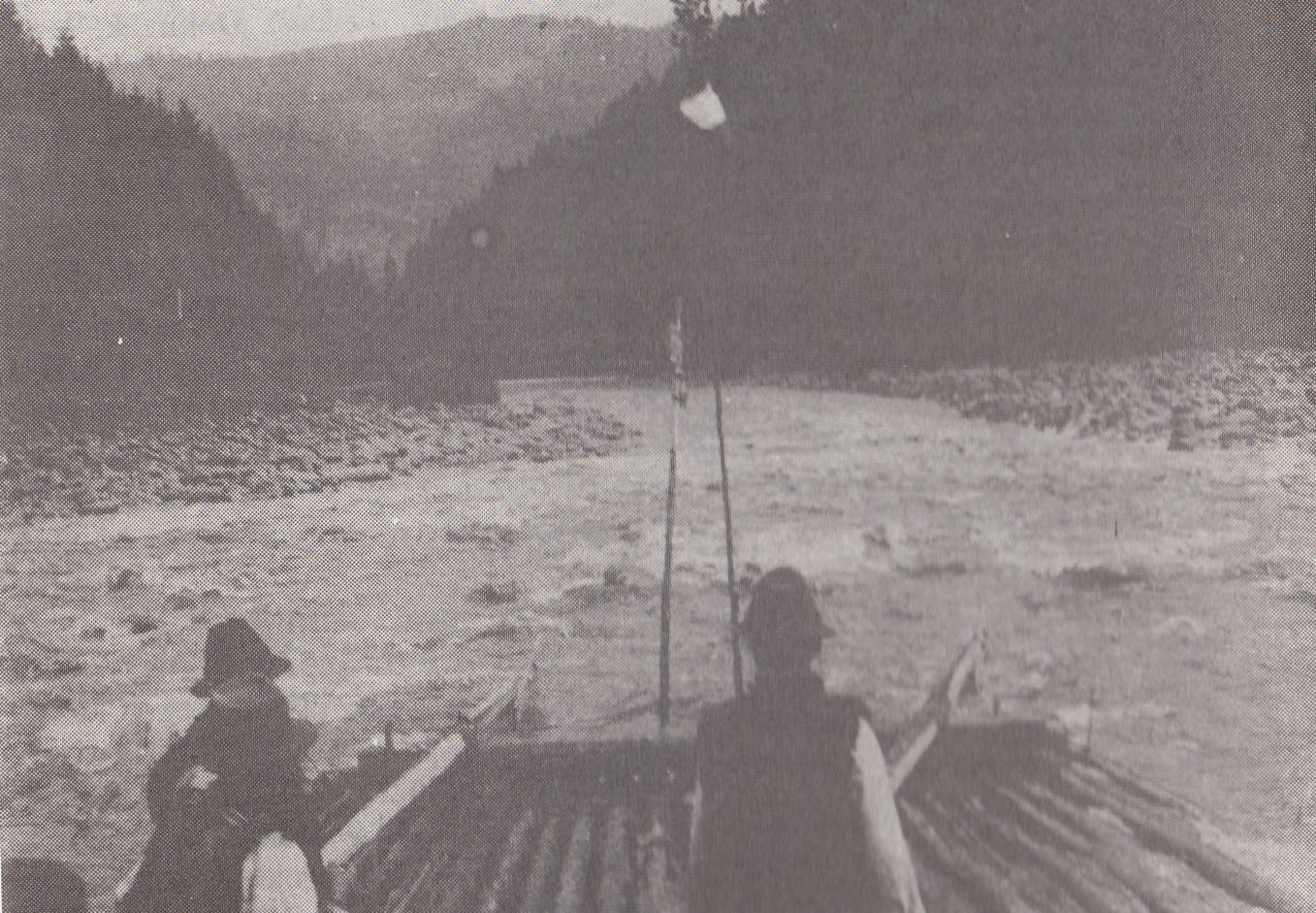
Raiers al riu Txerèmoix circa 1935.

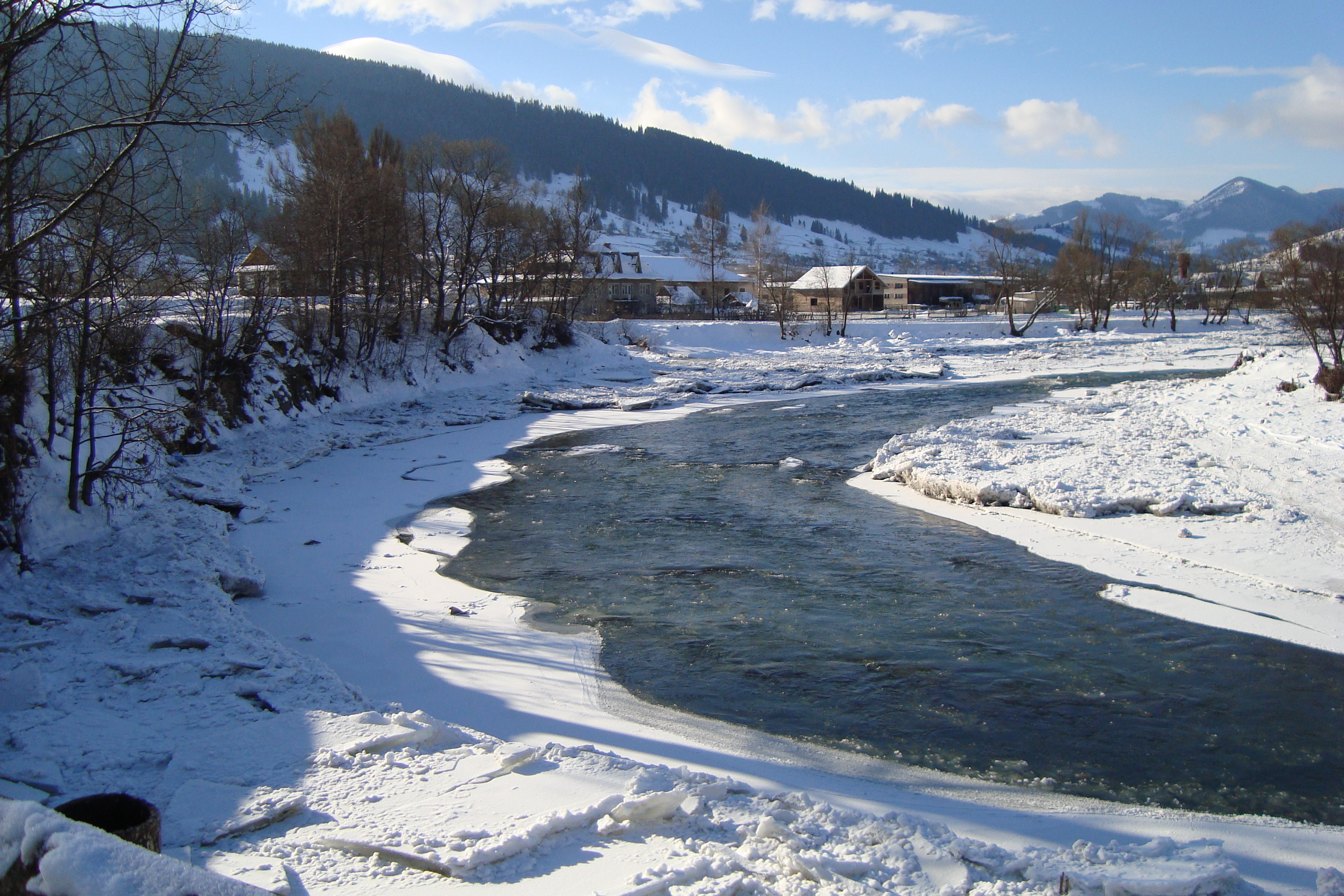
El Txerèmoix negre abans de confluir amb el Txerèmoix blanc per formar el Txerèmoix.

La província és irrigada per uns 75 rius de més de 10 kilòmetres de llargada, els més importants essent el Dnièster (Дністе́р, conca de la mar Negra, amb 290 km dins de la província), el Prut (Prut, afluent esquerre del Danubi que neix als Carpats entre les províncies d'Ivano-Frankivsk i Transcarpàcia, té uns 128 km dins de la província) i el Siret (Сірет, afluent esquerra del Danubi que neix als Carpats de la província de Txernivtsí, els seus primers 113 km transcorren dins la província). El Dnièster forma un llarg tram de la frontera nord de la província abans d'arribar a Moldàvia, punt a partir del qual forma part de la frontera nord-est de Moldàvia amb Ucraïna; mentre el Prut forma una part de la frontera sud amb Romania abans d'arribar a Moldàvia i continuar per la frontera entre Moldàvia i Romania.
Dins de la província, el Dnièster irriga les ciutats de Khotyn (Хоти́н) i Novodnistrovsk (Новодністро́вськ), i, entre d'altres, el poble d'Ataky (Атаки; en romanès: Atachi, no s'ha de confondre amb la ciutat a Moldàvia, a la frontera amb Ucraïna).
El Prut irriga la ciutat capital de la província, Txernivtsí, emplaçat a la confluència del Txerèmoix amb el Prut, i també la ciutat de Novossélytsia, prop de la frontera amb Moldàvia.
L'afluent més llarg del Prut per la riba esquerra dins d'Ucraïna és el Txorniava (ucraïnès: Чорнява, 63 km).
El riu Txerèmoix (Чере́мош, 80 km de llargada, afluent del Prut format per la confluència del Txerèmoix blanc i el Txerèmoix negre) i el seu afluent, el Bilyi Txerèmoix (Бі́лий Чере́мош, "Txerèmoix blanc", 51 km) formen la frontera entra l'óblast de Txernivtsí i la d'Ivano-Frankivsk (abans la frontera entre Halytxynà (Galítsia) i Bucovina nord), separant els Carpats pel territori de l'ètnia Hutsul.

### Parcs naturals
- Parc nacional de Výjnytsia (Ви́жницький націона́льний приро́дний парк, Výjnytskyi natsionalnyi pryrodnyi park), parc natural als Carpats de Bukovyna, al raion de Výjnytsia.
- Parc nacional de Txerèmoix (Черемоський національний природний парк, Txerèmoixskyi natsionalnyi pryrodnyi park), parc natural als Carpats de Bukovyna, al raion de Putyla.
- Parc nacional de Khotýn (Хотинський національний природний парк, Khotynskyi natsionalnyi pryrodnyi park), parc natural al territori dels raions de Khotýn, Kélmentsi i Sokyrian·y.

## Política i govern

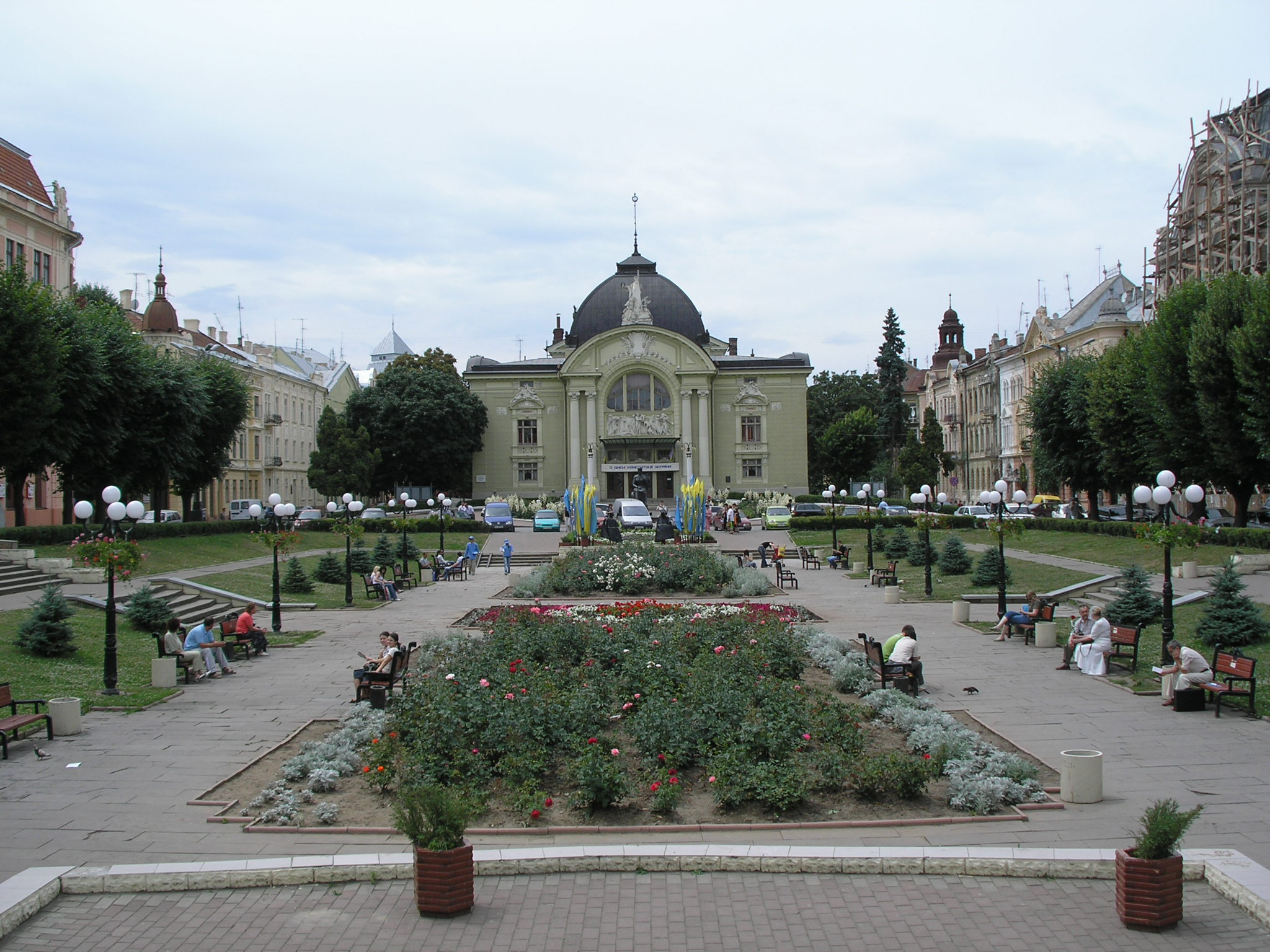
Plaça del teatre a Txernivtsí, amb el teatre de Olha Kobilianska.

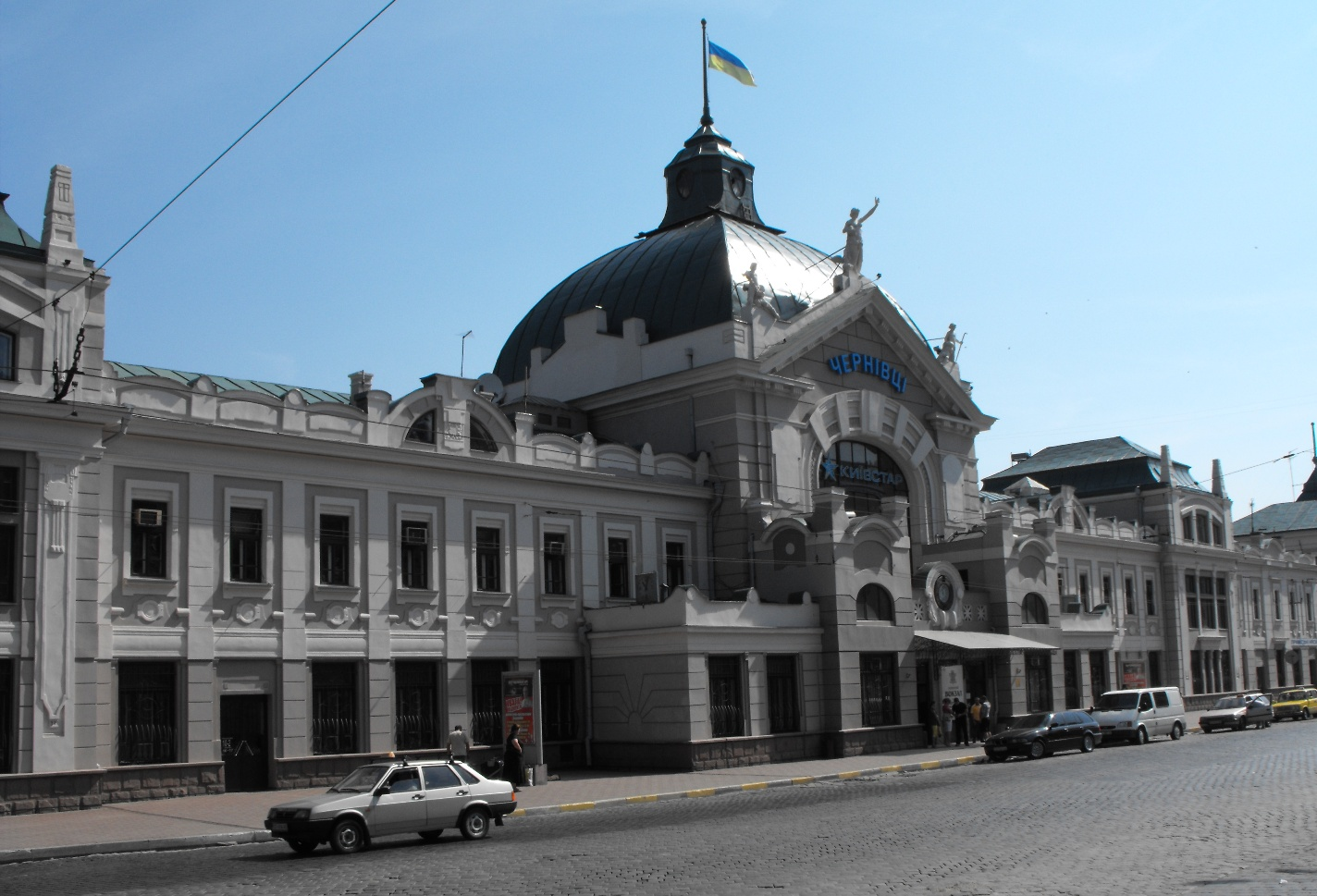
Estació de tren de Txernivtsí, data del 1908.

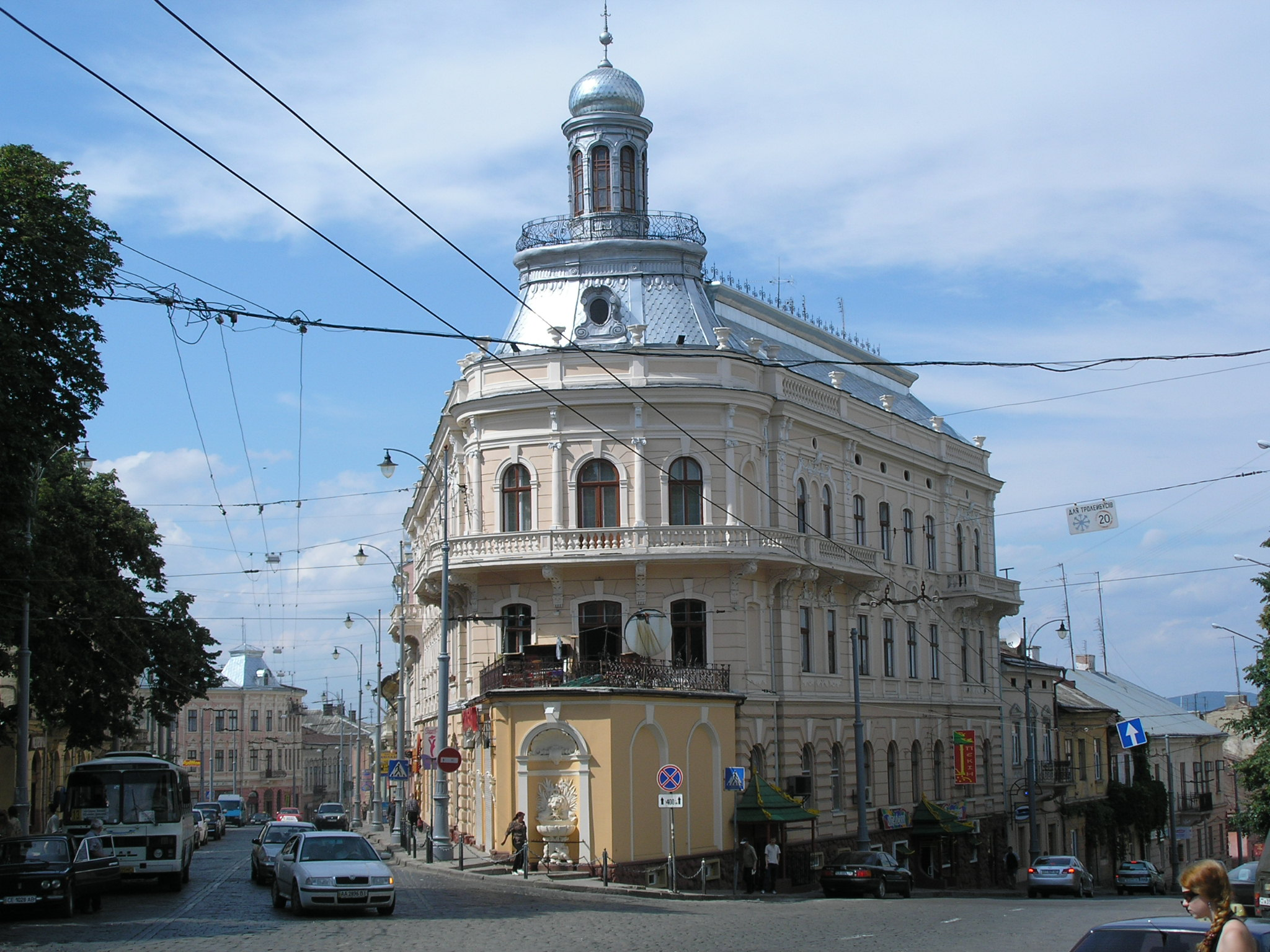
La "casa vaixell", al centre de Txernivtsí el 2007.

### Divisions administratives
L'óblast de Txernivtsí està dividida en 11 raions (sing. район, raion, pl. райо́ни, raion•y, subdivisió administrativa similar a les nostres comarques) i 2 ciutats que no depèn d'un raion sinó directament de l'óblast. Aquestes últimes són la ciutat de Novodnistrovsk (Новодністровськ) i la ciutat capital de l'óblast, Txernivtsí (Чернівці́).
L'óblast té un total de:
- 11 ciutats (sing: мі́сто, misto, plural: мі́ста, mista), 9 de les quals depenen d'un raion;
- 8 viles o "assentaments de tipus urbà" o SMTs (un смт, smt, се́лище місько́го ти́пу, sélysxe miskoho typu, és un municipi amb estatus de vila, és a dir, entre un poble i una ciutat);
- 398 pobles (село́, seló)

### Principals viles i ciutats
Ciutats
- Hertsa (Ге́рца)
- Khotýn (Хоти́н)
- Kítsmany (Кі́цмань)
- Novodnistrovsk (Новодністро́вськ)
- Novossélytsia (Новосе́лиця)
- Sokyrian·y (Сокиря́ни)
- Storojýnets (Сторожи́нець)
- Txernivtsí (Чернівці́), la capital de l'óblast, situada a la confluència del Prut amb el Txerèmoix.
- Vàixkivsti (Ва́шківці)
- Výjnytsia (Ви́жниця)
- Zastavna (Заста́вна)

Viles
("assentaments de tipus urbà", се́лище місько́го ти́пу, sélysxe miskoho typu, o смт, SMT):
- Berehomet (Берегоме́т)
- Hlyboka (Глибо́ка)
- Kélmentsi o Kelmentsí (Ке́льменці o Кельменці́)
- Kostrýjivka (Костри́жівка)
- Krasnoiilks (Красноїльськ)
- Lujan·y (Лужа́ни)
- Nepolókivtsi (Неполо́ківці)
- Putyla (Пути́ла)

## Geografia humana i societat

### Etnografia, minories[2]
D'acord amb l'últim cens d'Ucraïna el 2001, els ucraïnesos representen un 75% (689,1 mil) de la població de l'óblast de Ternivtsí. El 12,5% (114,6 mil) persones van indicar ser romanesos, el 7,3% (67,2 mil) es van registrar com a moldaus, el 4,1% (37,9 mil) com a russos, el 0,4% (3,4 mil) com a polonesos, el 0,2% (1,5 mil) belarussos, el 0,2% (1,4 mil) jueus, i el 0,4% (3,9 mil) restants són agrupats sota la categoria d'altres nacionalitats.
Les categories separades per a moldaus i romanesos com a dues ètnies va rebre la crítica d'algunes organitzacions romaneses a Ucraïna. Tot i així, els habitants havien d'indicar la seva etnicitat ells mateixos al cens (no hi havia cap sèrie d'opcions predeterminades), i eren lliures de respondre o no a qualsevol pregunta del qüestionari del cens, o no respondre'n cap. Tampoc hi va haver cap acusació de frau en el recompte.
Una ètnia que sí que està present però que no apareix als cens és la gitana, molt present també a Moldàvia i Romania. Això pot ser simplement perquè n'hi ha massa pocs per a ser indicats i cauen sota la categoria d'"altres" al cens, potser per autocensura, o potser perquè molts se senten ucraïnesos o moldaus, etc. al mateix temps que gitanos.

## Cultura

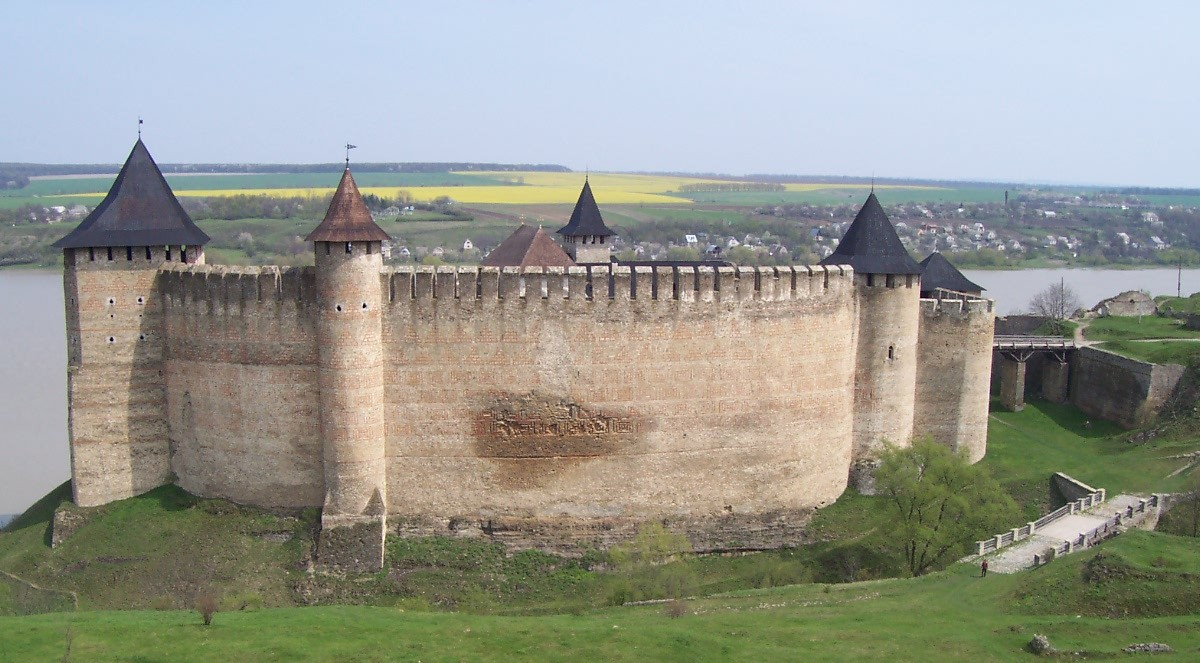
Fortalesa de Khotýn, a la riba del Dnièster.

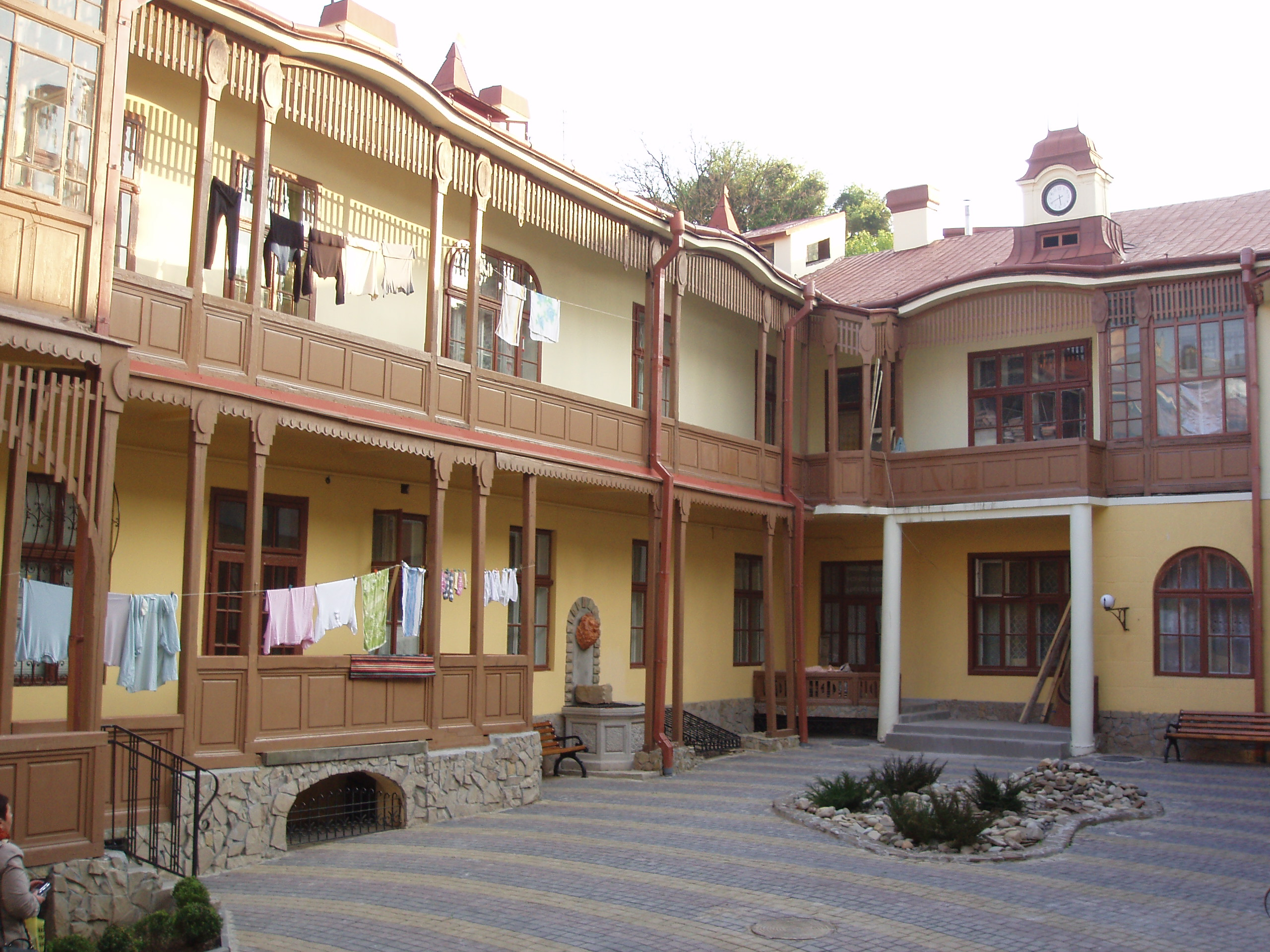
Un pati interior del carrer Olha Kobilianska a Txernivtsí.

### Llocs i dades d'interès
Entre altres monuments i llocs històrics d'interès, hi ha la magnífica fortalesa de Khotýn, del segle xiv, prop de la ciutat de Khotýn, i també la ciutat capital de Txerníhiv, amb el seu centre històric i universitat històrica.

### Personatges
Alguns dels personatges de a regió, per camp d'activitat i en ordre de naixement, inclouen: 

#### Escriptors
- Iurii Fedkóvytx, o Óssip Iurii Fedkóvytx (О́сип Ю́рій Федько́вич, nom complet: О́сип-Ю́рій Адальбертович Федько́вич, Óssip Iurii Adalbértovytx Fedkóvytx, pseudònims: Юрій Коссован Гуцулневір, Iurii Kossovan Hutsulnévir, О. Ф., O. F., О́сип Ю́рій Горди́нський-Федько́вич, Óssip Iurii Hordynskyi-Fedkóvytx, i altres; vila de Storontsi-Putylovi, Bucovina, Austrohongria, actual vila de Putyla, óblast de Txernivtsí, 1834 — Txernivtsí, 1888), poeta, novel·lista, narrador i dramaturg ucraïnès del moviment romàntic, i també traductor (alemany i rus a l'ucraïnès), representant de la Renaixença Ucraïnesa a Bucovina, fou conegut com el "rossinyol de Bucovina". Escrivia principalment en ucraïnès, però també en alemany.

- Bogdan Petriceicu Hasdeu (pronunciat Bohdan Petritxeicu Haixdeu, nascut Tadeu Hasdeu; poble de Kérstentsi / Cristineşti, Bessaràbia, imperi Rus, actual óblast de Txernivtsí, 1836 — Câmpina, Romania, 1907), escriptor, historiador i filòleg moldau i romanès.

- Mihai Eminescu (Botoşani, Moldàvia, 1850 – Bucarest, Romania, 1889), poeta romàntic romanès i moldau que va viure a l'óblast de Txernivtsí.

- Olha Kobilianska (О́льга Юліа́нівна Кобиля́нська, Olha Iuliànivna Kobilianska, Gura Humora, Halytxynà, imperi Austrohongarès, actual Gura Humorului, Romania, 1863 - Txernivtsí, URSS, 1942), destacada prosista ucraïnesa, filla d'un ucraïnès i d'una ucraïnesa de família alemanya establerta a Ucraïna, començà a escriure en alemany, per després passar-se a l'ucraïnès. Des de la infantesa, parlava ucraïnès, polonès i alemany. Una de les seves obres més famoses és Terra («Земля», 1901).

- Moixe Altman (en ucraïnès: Мо́йше Е́льович А́льтман; Lipcani, Moldàvia, 1890 - Txernivtsí, 1981), escriptor jueu en jiddisch, escriví novel·la, narrativa, teatre i poesia. Abans de l'annexió de la Bucovina a l'URSS, va viatjar molt i va viure a Romania, França, Brasil, Argentina, on publicà obres i participà en la vida literària.

- Rose Ausländer (nom de naixement: Rosalie Beatrice Scherzer. Txernivtsí (Czernowitz), imperi Austrohongarès, 1901 - Düsseldorf, 1988), fou una poeta de Bucovina, d'origen jueva, que escrivia principalment en alemany, però també alguna obra en anglès. Va viure a Bucovina (Àustria-Hongria), Bucarest (Romania), Alemanya i Estats Units. Alguns dels seus poemes es poden llegir en traducció catalana al recull de poesia seva: Compto els estels dels meus mots (Cafè Central i Eumo Editorial, 1997).

- Paul Celan (en romanès, pronunciat Txelan, Txernivtsí (en romanès: Cernăuţi, pronunciat: Txernautsí), Bucovina, Regne de Romania, actual Ucraïna, 1920 - París, 1970), poeta d'origen romanès i jueu, un dels poetes més famosos del segle xx. Escrivia en romanès i alemany. Alguns dels seus poemes es poden llegir en traducció catalana al llibre sobre l'obra d'Andreu Vidal: Obra poètica i altres escrits (Edicions del Salobre, 2008).

- Aharon Appelfeld (en hebreu: אהרון אפלפלד; en ucraïnès: Аарон Аппельфельд; Sahora, en aquell moment Regne de Romania, ara part de la ciutat de Txernivtsí, Ucraïna, 1932) és un novel·lista israelià i professor de literatura hebraica. Es poden llegir com a mínim dues de les seves obres en traducció catalana: Flors d'ombra (Club Editor, 2009) i En Bartfuss l'immortal (Club Editor 2010).

- Vassyl Kojelianko (Васи́ль Дми́трович Кожеля́нко, Vassyl Dmýtrovytx Kojelianko, poble de Kàmianka, óblast de Txernivtsí, 1957 - 2008), poeta, prosista, novel·lista i dramaturg, es considera el fundador del gènere de la "història alternativa" (una forma d'ucronia), emparentada amb la ciència-ficció. La seva obra mestre és la novel·la Desfilada militar a Moscou (Дефіляда, també: Дефіляда в Москві), on, en una línia força paral·lela a Paraules d'Opòton el Vell, d'Avel·lí Artís i Gener / Tísner, planteja la història al revés: proposa el canvi de papers entre russos i ucraïnesos pels volts del 1941.

- Mariia Matiós (Марія Василівна Матіо́с, Mariia Vassýlivna Matiós; poble de Roztoky, Bucovina, óblast de Txernivtsí, 1959), novel·lista, poeta i publicista ucraïnesa de família hutsula. Ha guanyat alguns dels premis més importants del país, com ara el Premi Nacional d'Ucraïna Taràs Xevtxenko (Національна премія України імені Тараса Шевченка) el 2005, i el premi "Coronació de la paraula" ("Коронація слова") el 2007. Escriu principalment en ucraïnès però també en polonès. La seva prosa s'ha traduït a l'anglès, polonès i rus. La seva pàgina oficial Arxivat 2012-03-14 a Wayback Machine..

#### Músics, cantants
- Lídia Lypkovska (Лі́дія Я́ківна Липко́вська, Lídia Iàkivna Lypkovska, poble de Bàbyn, al Povit de Khotýn, Gubèrnia de Bessaràbia, Ucraïna, imperi Rus, ara óblast de Txernivtsí, Ucraïna, 1884 - Beirut, Liban, 1958), cantant d'òpera ucraïnesa (soprano de coloratura).

- Dmytró Hnatiuk (Дмитро́ Миха́йлович Гнатю́к, Dmytró Mykhàilovytx Hnatiuk, poble de Starossíl·lia, ara Mamàiivtsi, óblast de Txernivtsí, 1925), cantant baríton d'òpera, director teatral, pedagog (i també fou diputat del Parlament d'Ucraïna).

- Sofia Rotaru (Софія Ротару, poble de Ма́ршинці, Màrxyntsi, óblast de Txernivtsí, 1947), famosíssima cantant de l'època soviètica i del present, d'arrels moldaves i ucraïneses. Canta en ucraïnès, rus i moldau.

- Heorhii Ahratina (Георгі́й Іва́нович Аграті́на, poble de Màrxyntsi, óblast de Txernivtsí,1948), músic que toca diversos instruments tradicionals ucraïnesos, com ara els tsymbaly (tipus de dulcimer ucraïnès), la sopilka (una petita flauta tradicional) i els kuvytsi (un tipus de flauta de pan o bufacanyes). Va rebre el títol de "Artista popular de l'RSS d'Ucraïna (Народний артист УРСР) el 1990.

- Volodýmyr Ivassiuk (Володи́мир Миха́йлович Івасю́к, Kítsmany, óblast de Txernivtsí, 1949 — bosc de Briúkhovytxi, Lviv, 1979) — compositor, cantautor i poeta ucraïnès, assolí gran fama durant l'URSS. El 1979 desaparegué; el seu cos fou trobat penjat d'un arbre al bosc de Briúkhovytxi (Брюховицький ліс) en circumstàncies dubtoses... La versió oficial fou suïcidi, cosa que causa protestes en massa al seu funeral. El cas fou arxivat i l'arxiu es troba a Moscou fins avui dia, sota "secret estatal". Fou declarat Heroi d'Ucraïna el 2009.

- Nazarii Iaremtxuk (Наза́рій Яремчу́к, poble de Rivnià, avui part de la ciutat de Výjnytsia, óblast de Txernivtsí, 1951 - Txernivtsí, 1995), cantant tenor de pop ucraïnès.

- Ani Lorak (Ані Лорак, nom real: Кароліна Мирославівна Куєк, Karolina Myroslàvivna Kuiek, Kítsmany, óblast de Txernivtsí, RSS d'Ucraïna, 1978), cantant de pop ucraïnesa.

#### Actors, directors de cinema
- Ivan Mykolaitxuk (Іва́н Васи́льович Миколайчу́к, poble de Txortoryia, óblast de Txernivtsí, 1941 - 1987), famós actor de cinema, guionista, director i productor ucraïnès actiu durant l'època soviètica. També va compondre la música per a algunes pel·lícules.

#### Polítics, líders
- Alemdar Mustafa Paixa (en turc: Alemdar Mustafa Paşa, també conegut com a Bairaktar Mustafa Paixa, Khotýn, 1765 - Istanbul, 1808) fou un Gran Visir i comandant militar de l'otomà nascut a la Ucraïna ocupada pels turcs.

- Naomi Ben-Ami (Txernivtsí, RSS d'Ucraïna, 1960), oficial del govern israelià i cap de l'organització oficial d'enllaç amb jueus a Europa de l'Est, el Lishkat Hakesher o Lixkat Hakèixer, des del 2006. Ben-Ami és la primera dona de liderar l'organització. Naomi Ben-Ami va néixer a Txernivtsí, Ucraïna, URSS, però la seva família es va mudar aviat al Kazakhstan. El 1973, quan ella tenia 13 anys, la família emigra a Israel. Ha servit el seu país a les ambaixades d'Israel a Moscou i a Kíev. Del 2003 al 2006 fou ambaixadora d'Israel a Ucraïna.

## Història
Durant l'imperi Austrohongarès, part de l'óblast de Txernivtsí formava la part septentrional de la regió de Bucovina (Півні́чна Букови́на, Pivnitxna Bukovyna, "Bukovyna del nord") i fou part de la Bessaràbia incorporada a Romania del 1919 al 1940. En temps medieval una part de l'óblast formava part del Principat de Moldàvia.

## Galeria de fotos

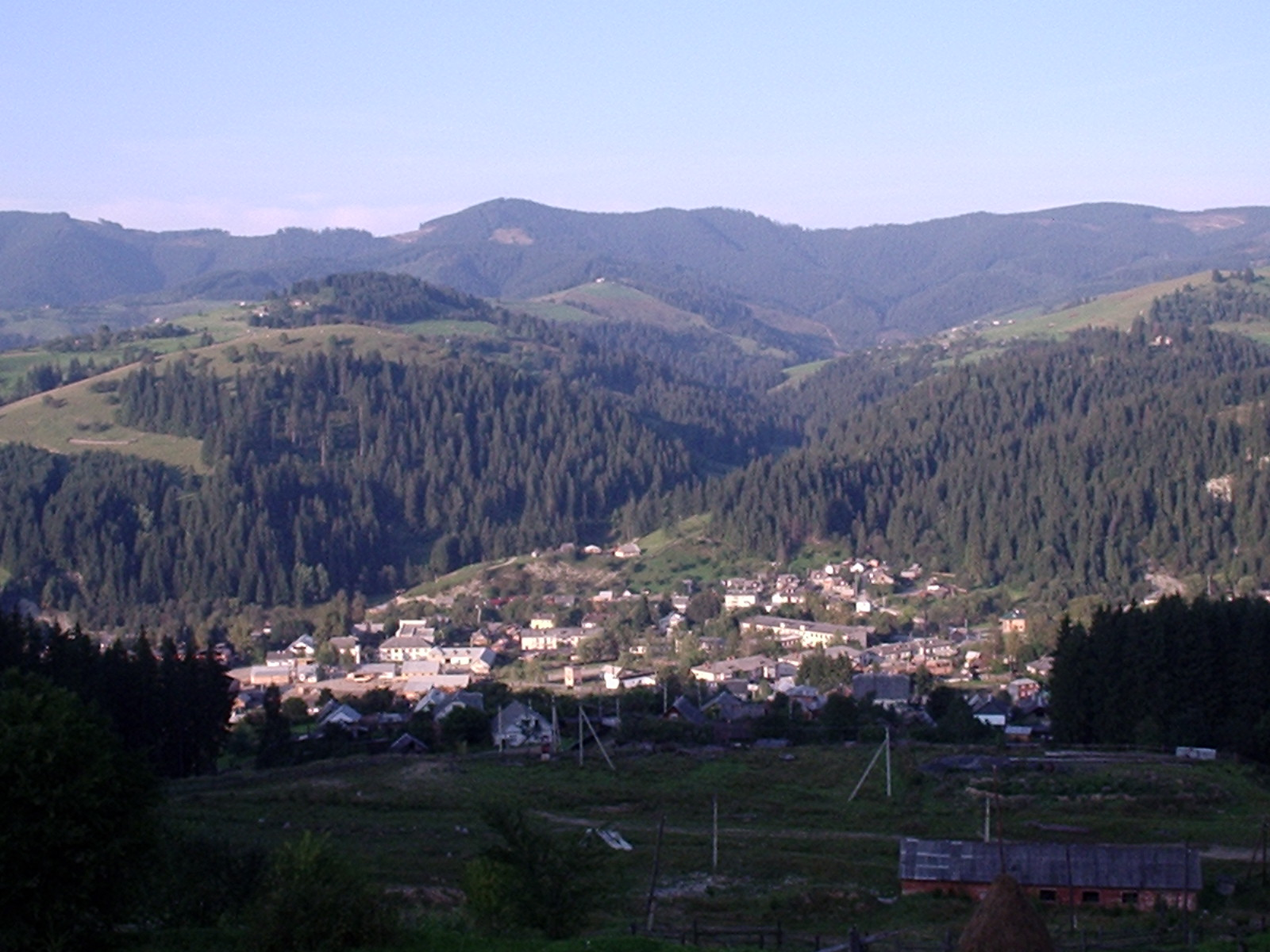
La ciutat de Putyla l'estiu.

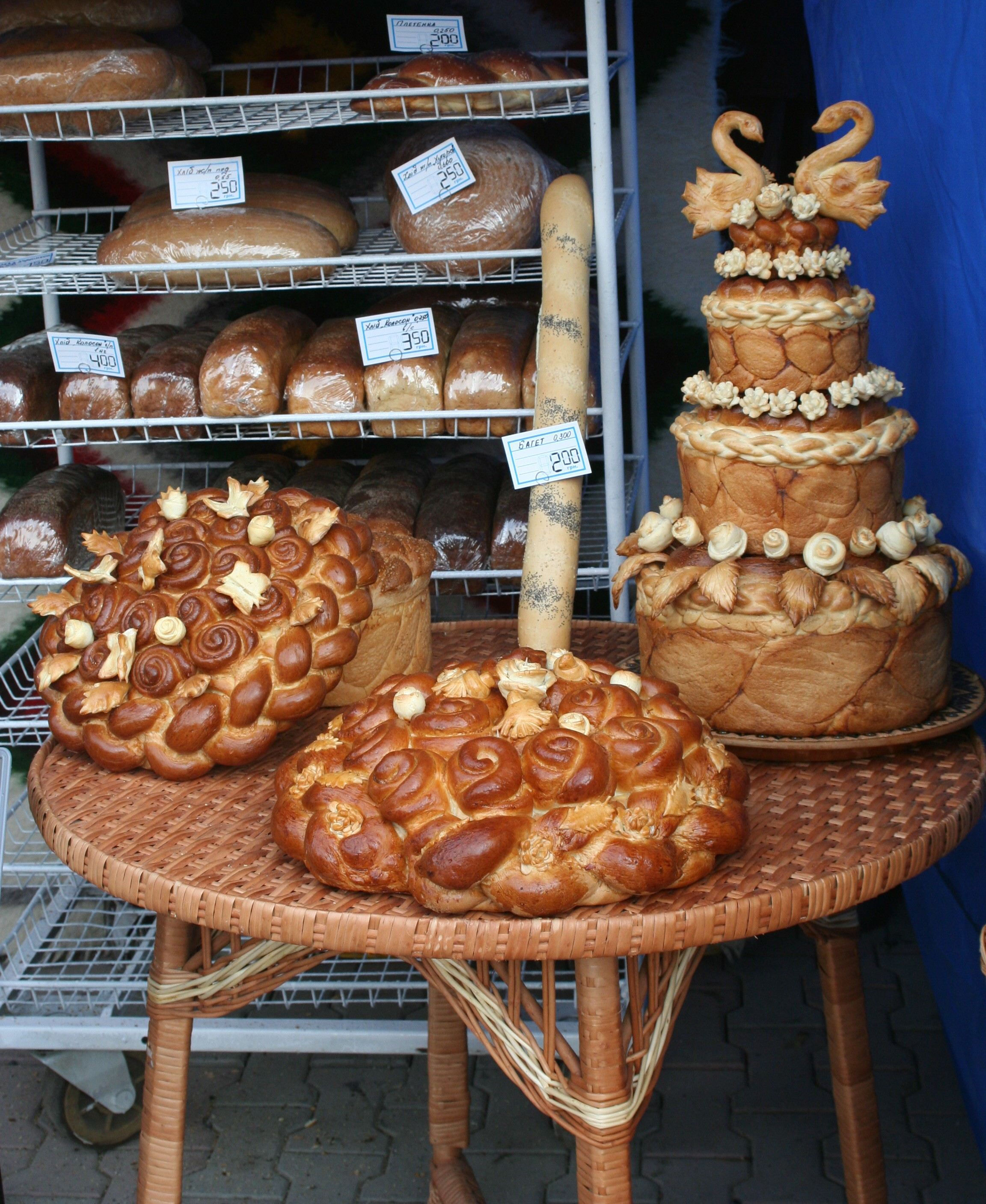
Pans tradicionals festius fets a l'ocasió del 600è aniversari de la ciutat de Txernivtsí el 2008.

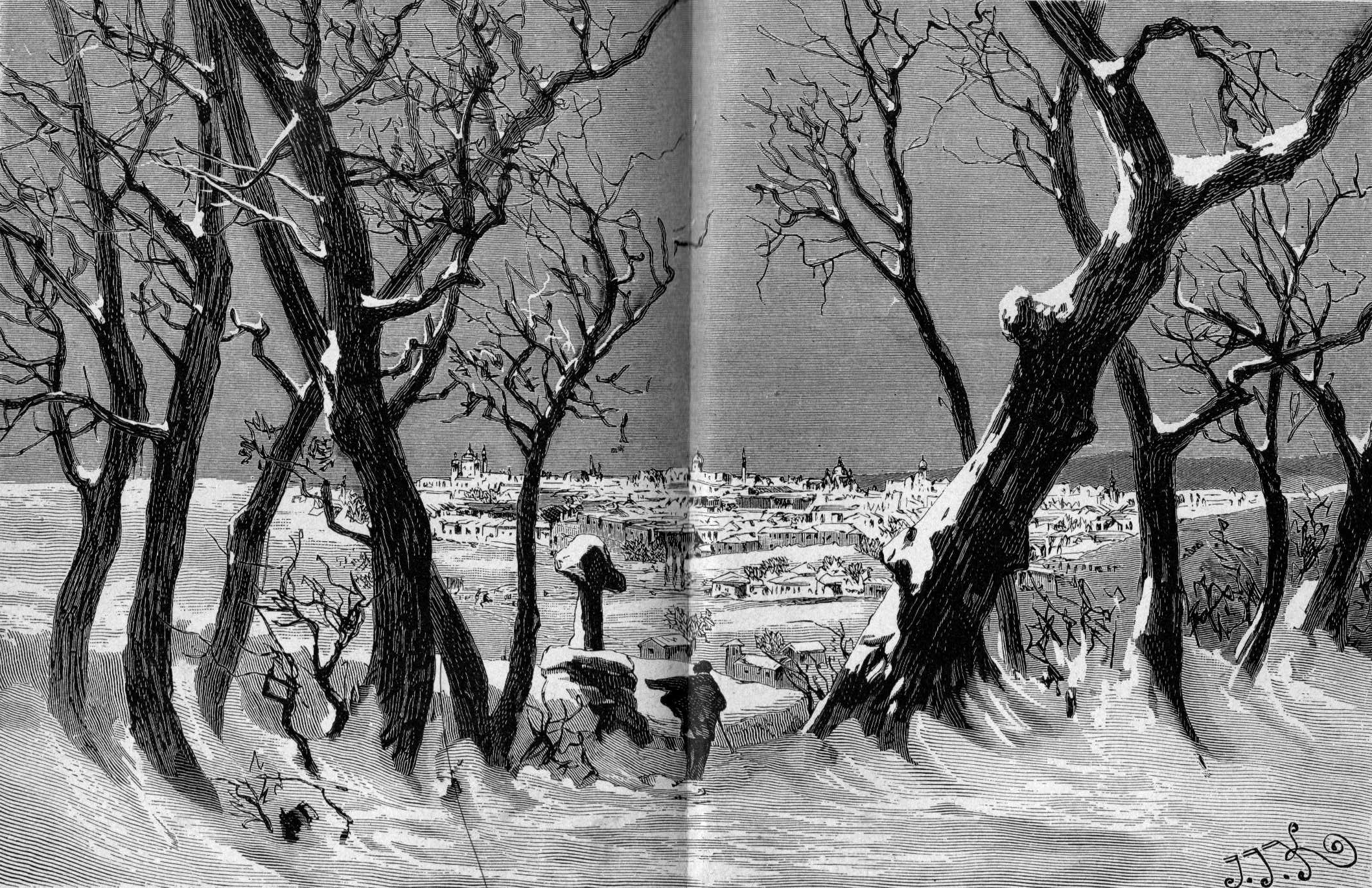
Txernivtsí a l'hivern, gravat del 1882, extret d'un llibre de viatges en alemany, el Illustrierter Führer de Heksch & Kowszewich.

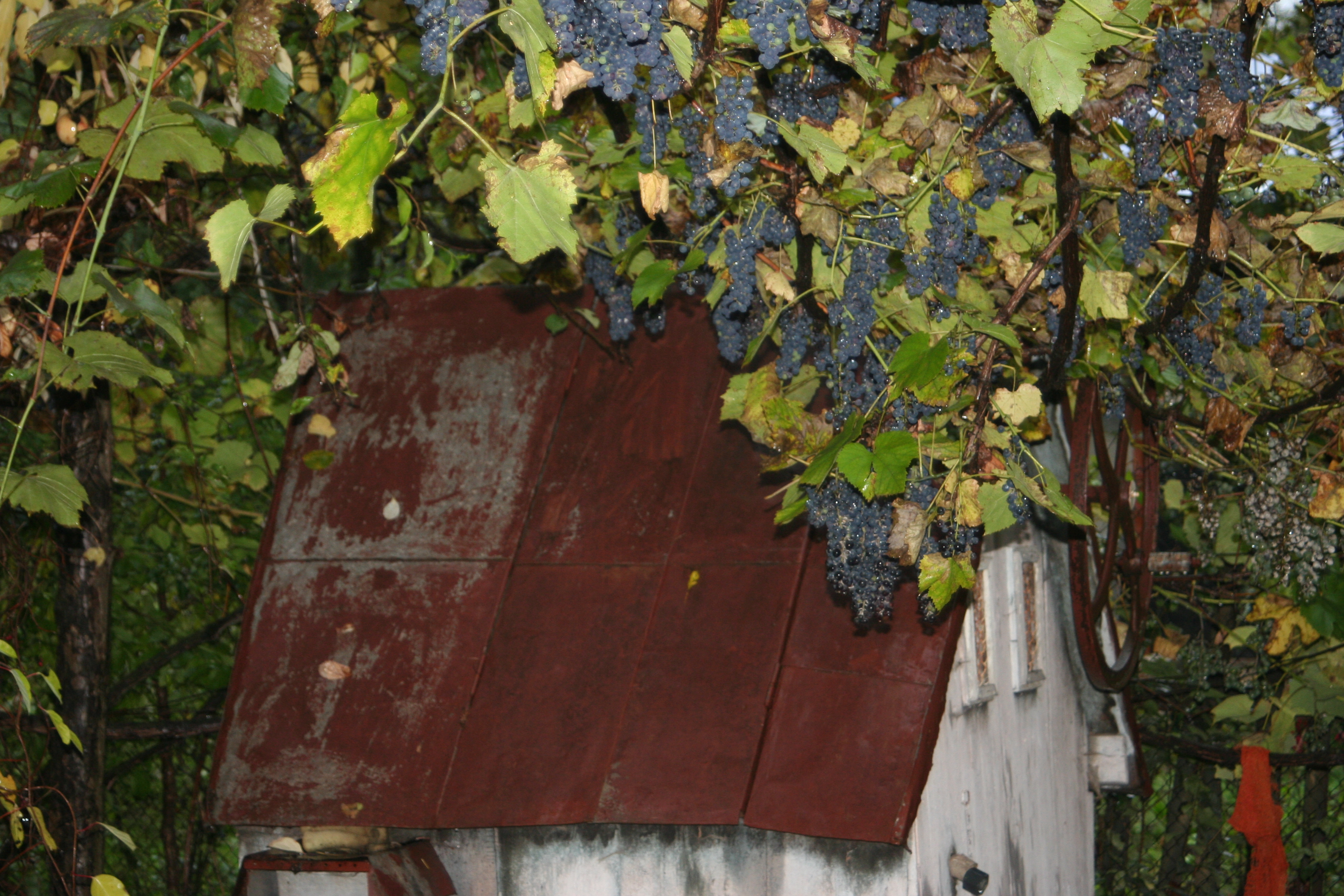
Raïm creixent sobre un pou al jardí d'una casa a Txernivtsí.

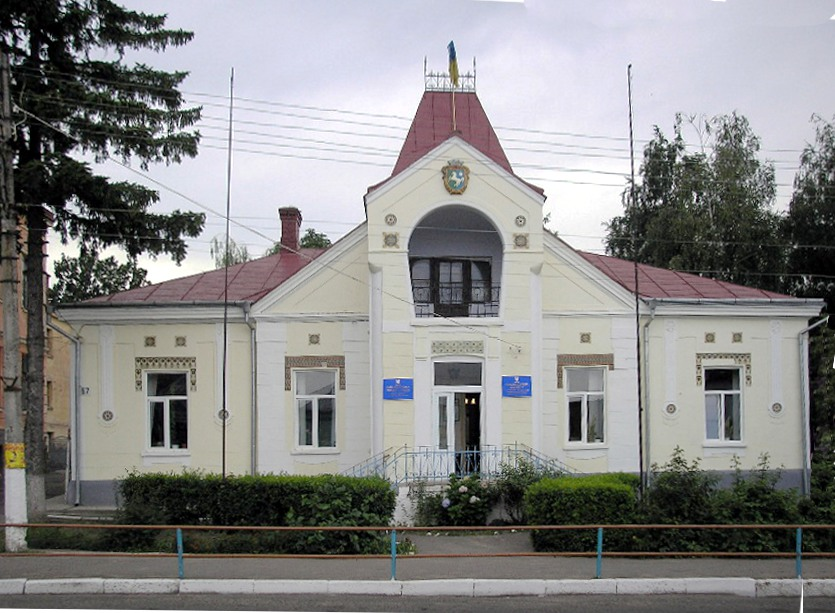
Ajuntament de Kítsmany.
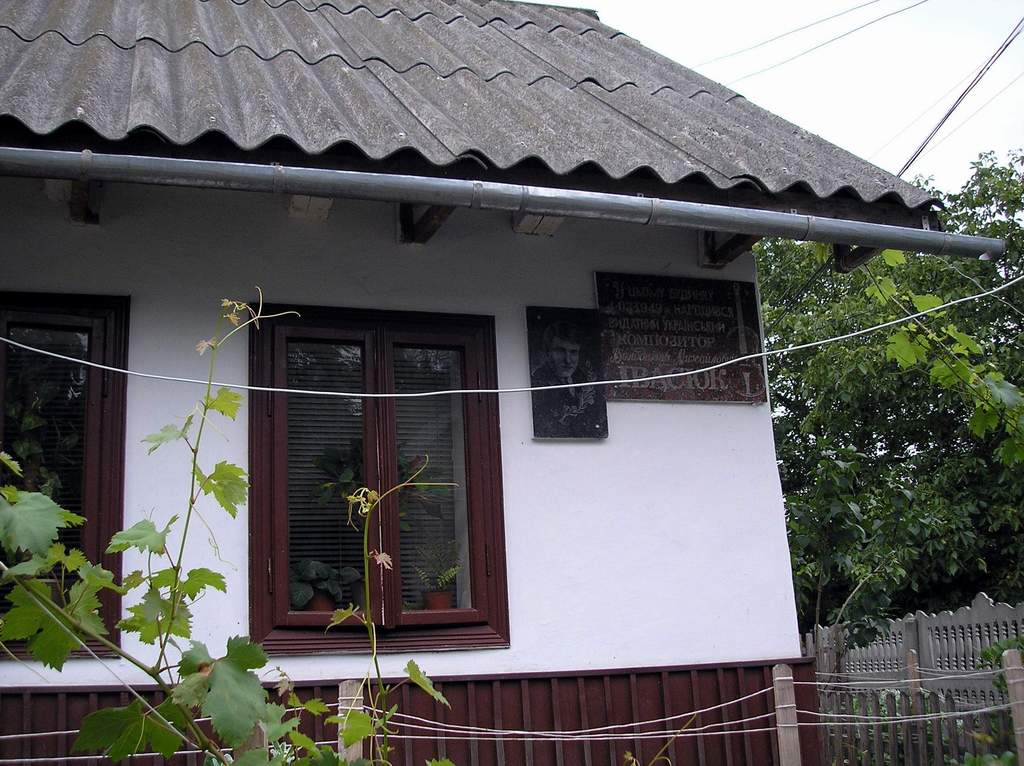
Casa on va néixer el 1949 el llegendari compositor i poeta, Volodýmyr Ivassiuk, a Kítsmany. 30 anys més tard a la mateixa casa també hi naixia la cantant de pop, Ani Lorak.
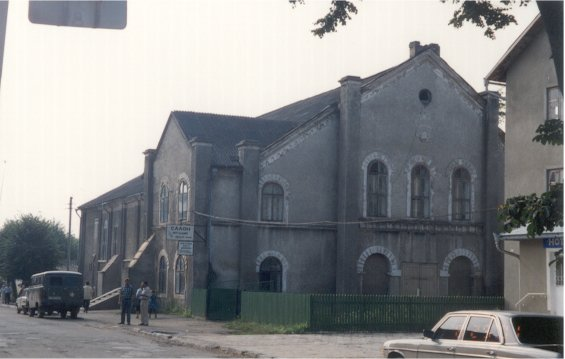
La xul o sinagoga de Storojýnets el 2006.
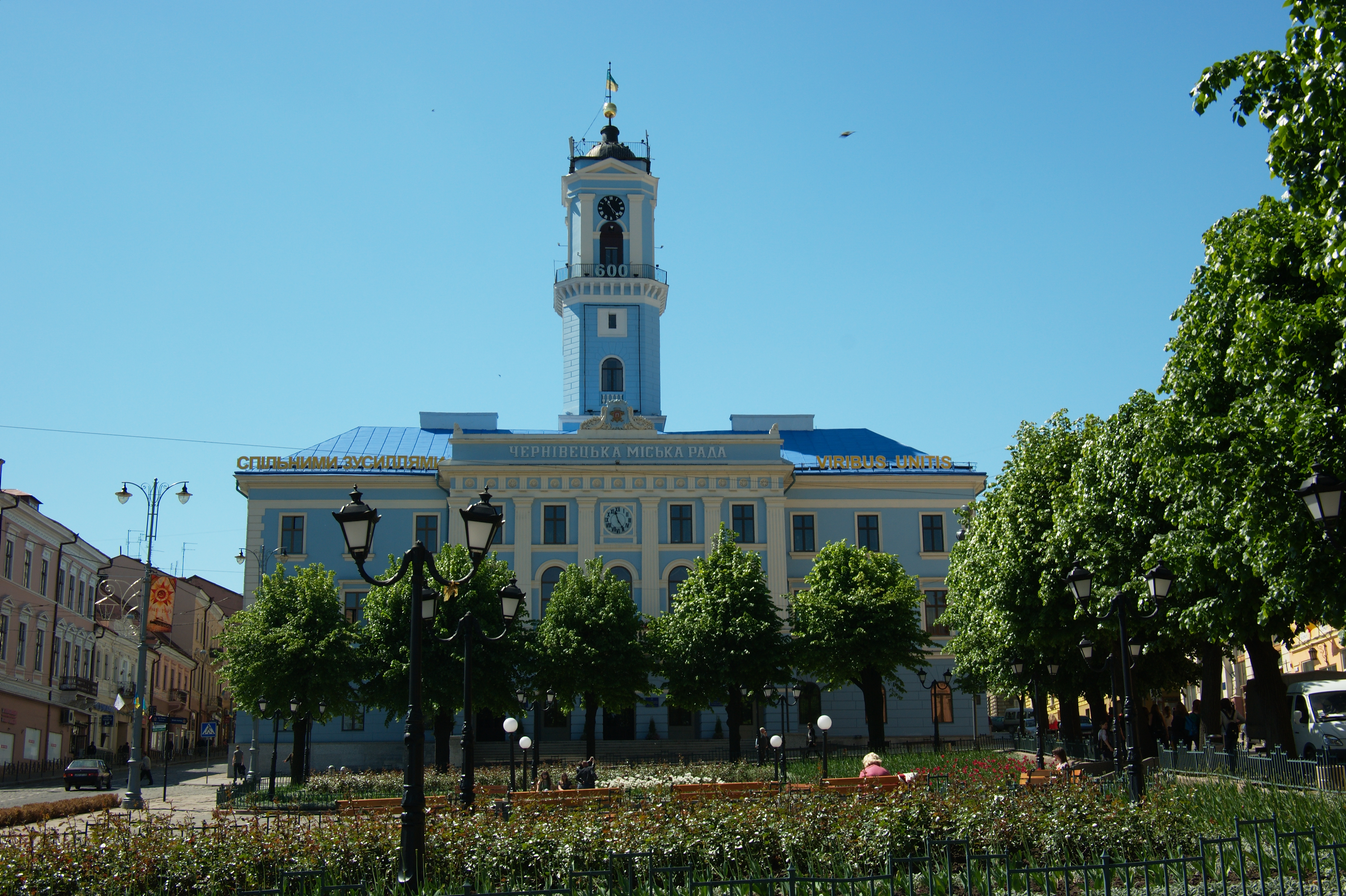
Ajuntament de Txernivtsí.
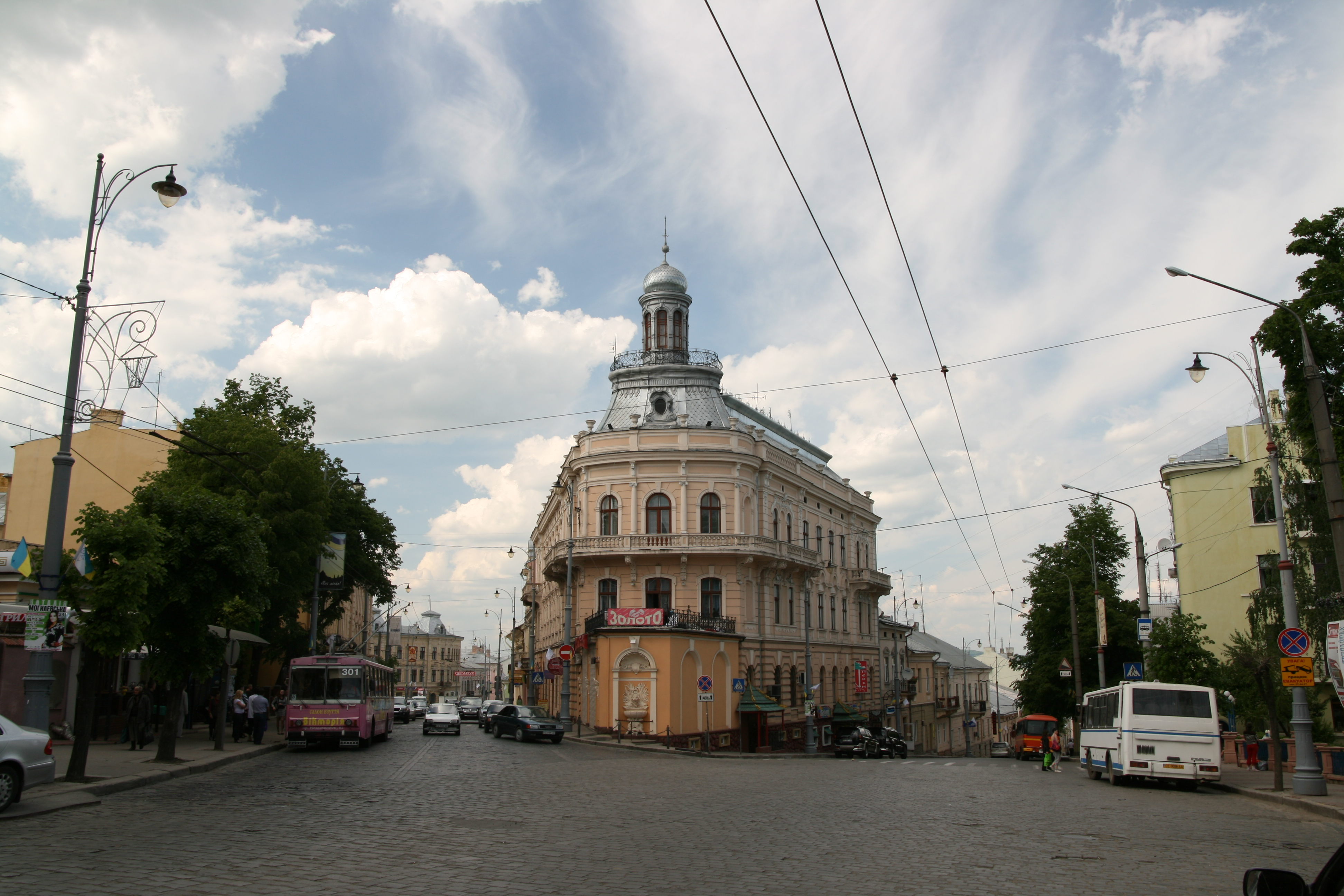
Una altra vista de la casa "Vaixell" al centre de Txernivtsí.
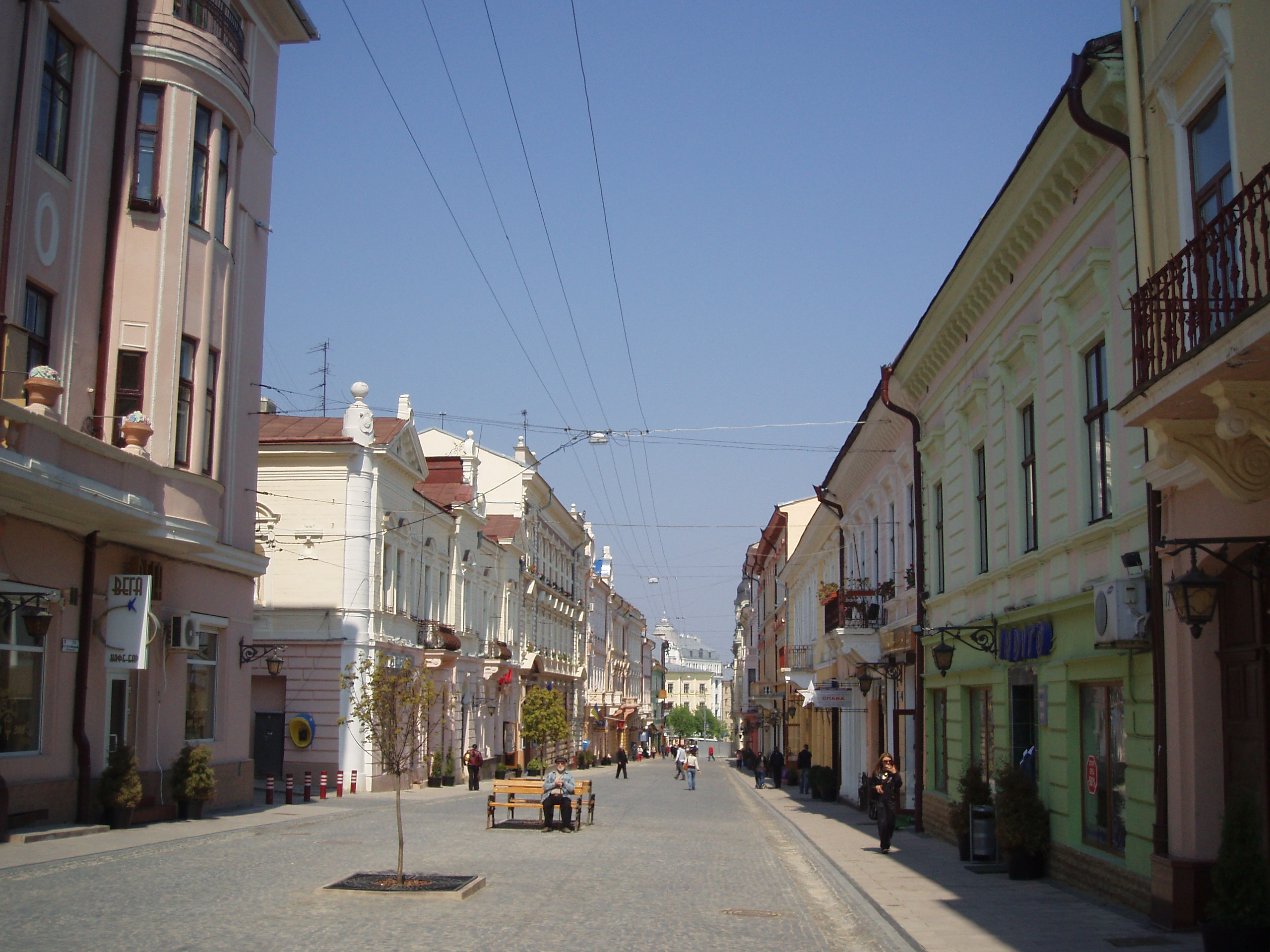
El carrer de Olha Kobilianska a Txernivtsí.
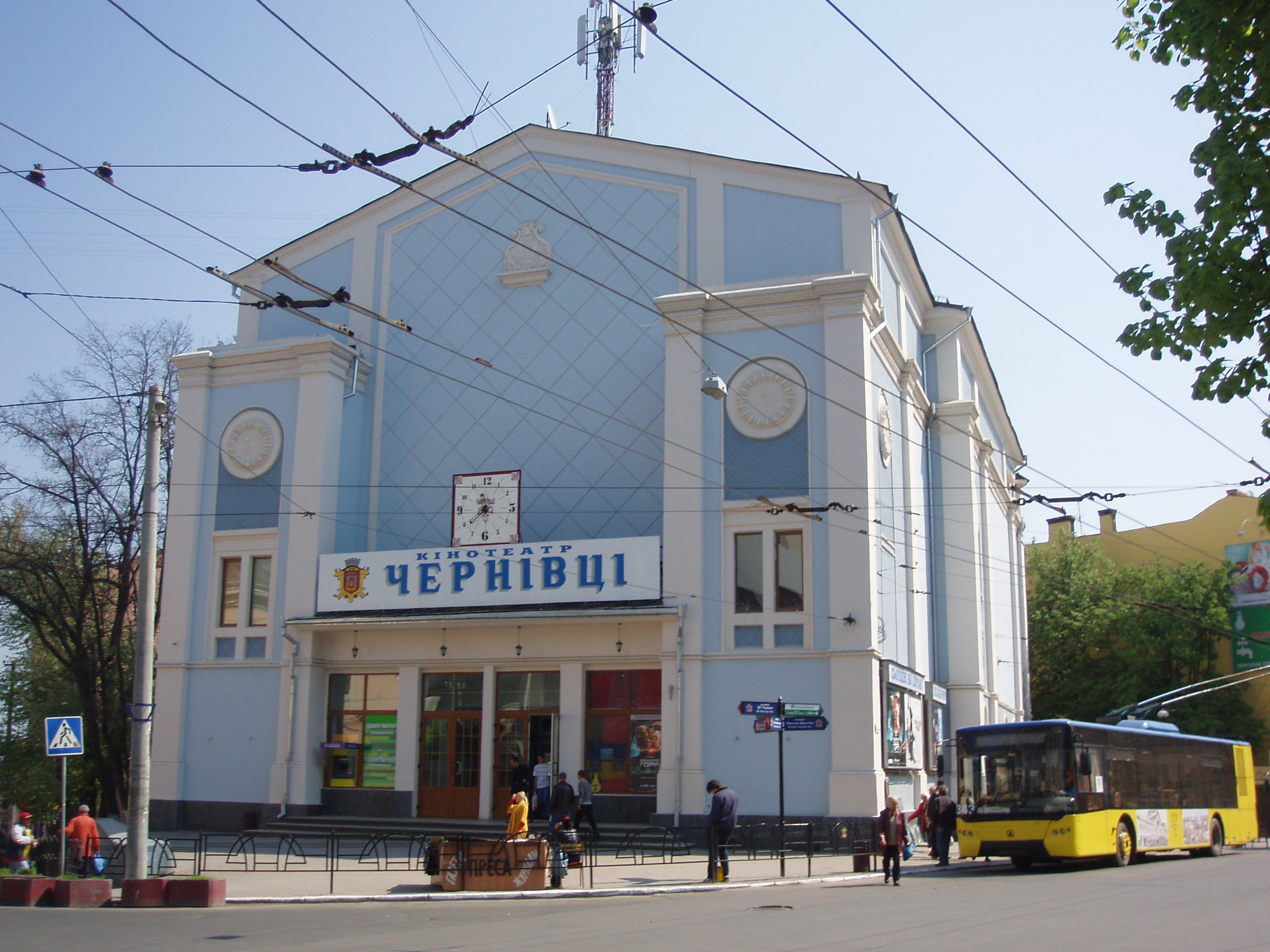
Cinema a Txernivtsí.
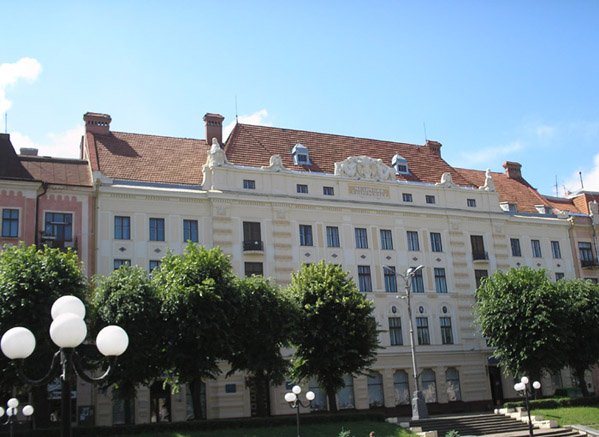
Universitat Estatal de Medicina de Txernivtsí.
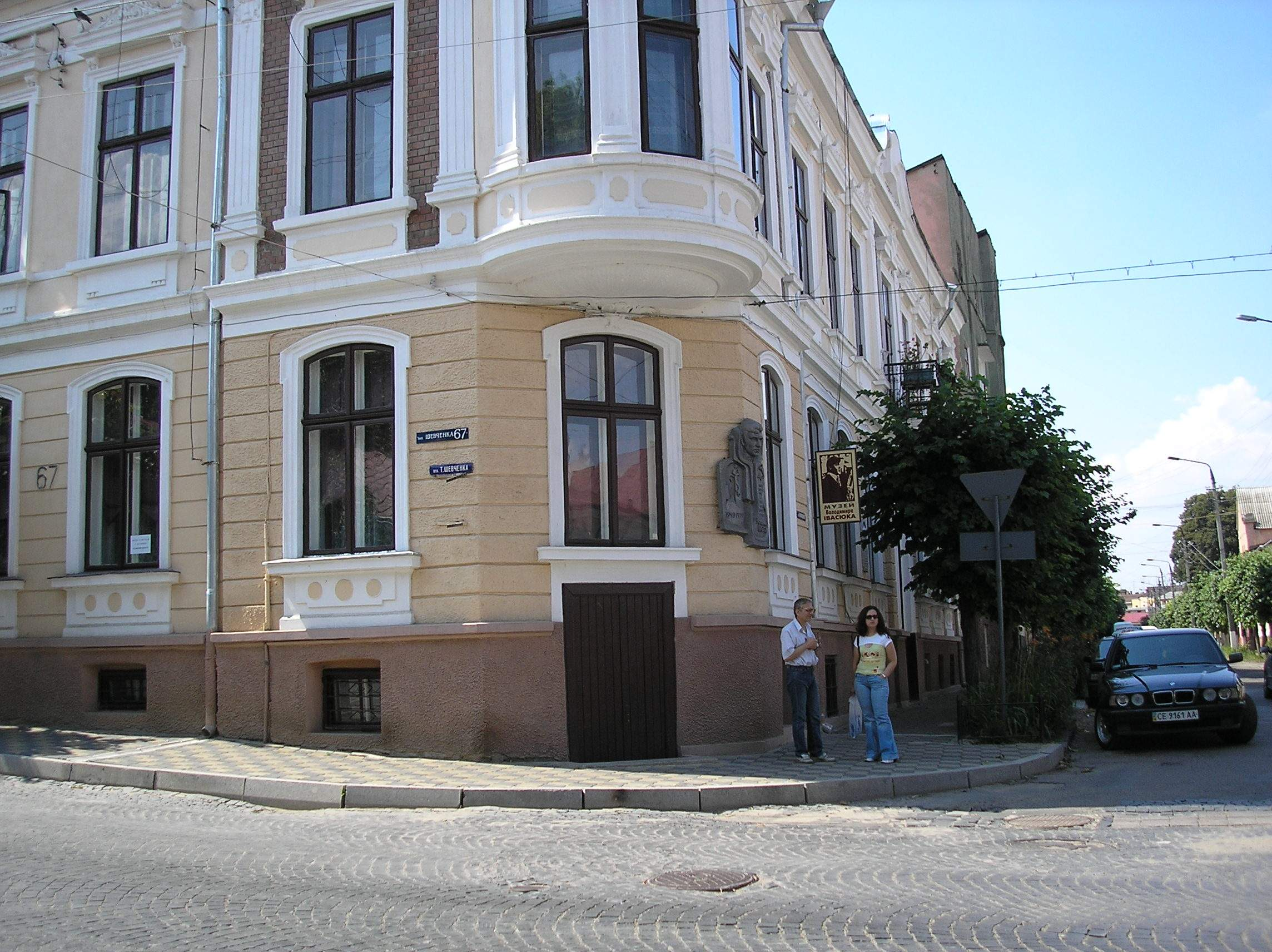
Museu de Volodýmyr Ivassiuk a Txernivtsí.
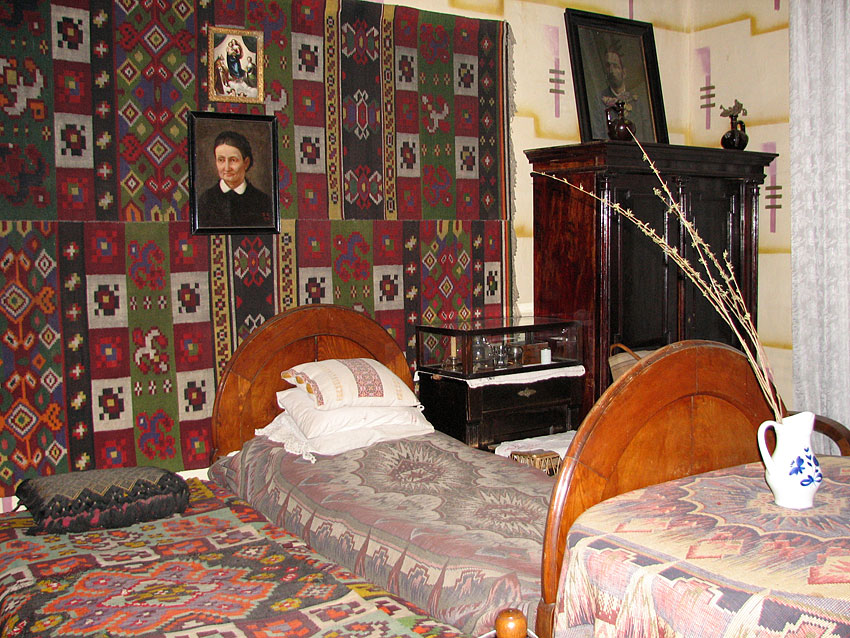
Habitació al museu d'Olha Kobilianska a Txernivtsí.
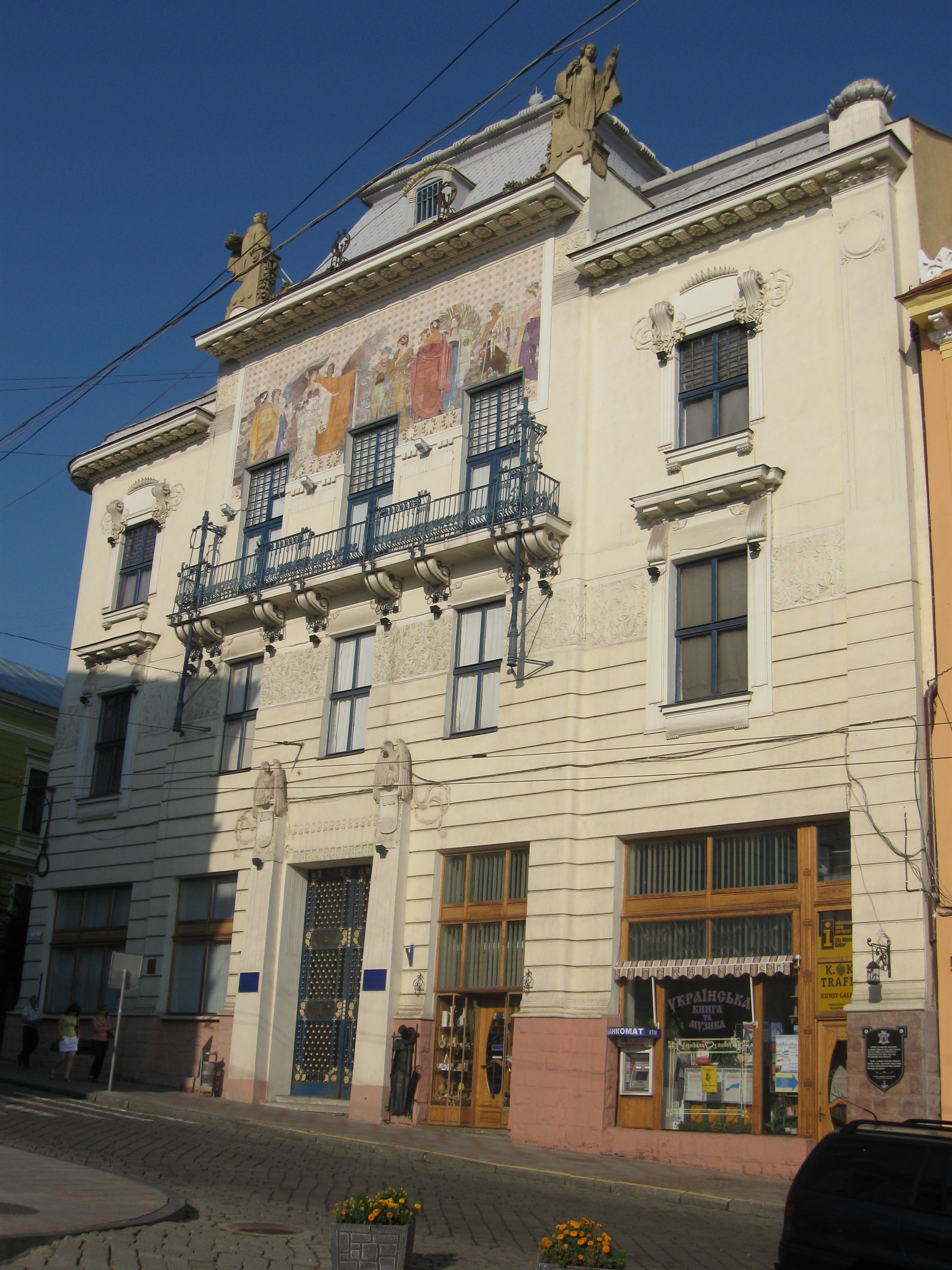
Museu d'art de Txernivtsí.
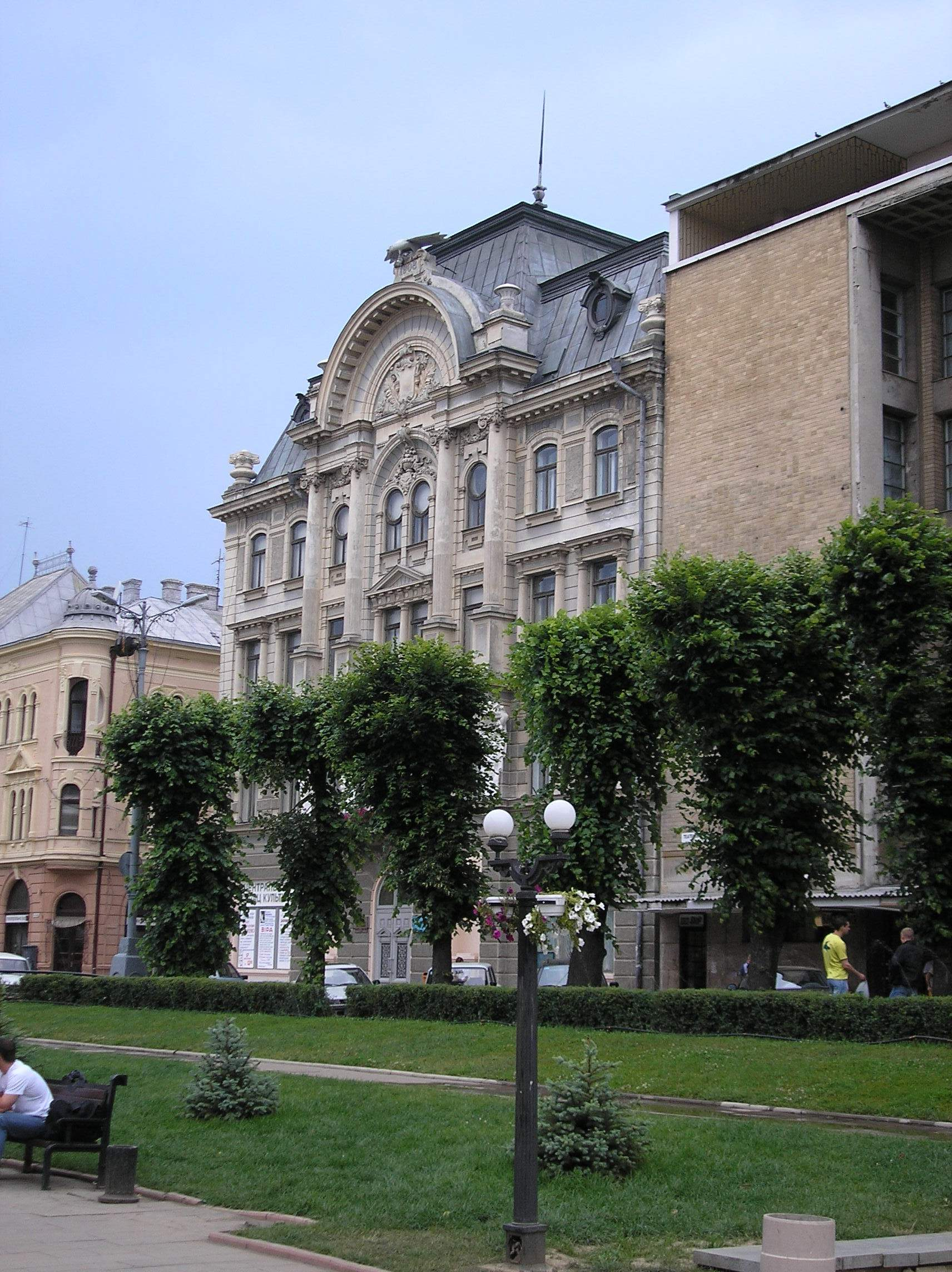
La Casa de Cultura de Txernivtsí.
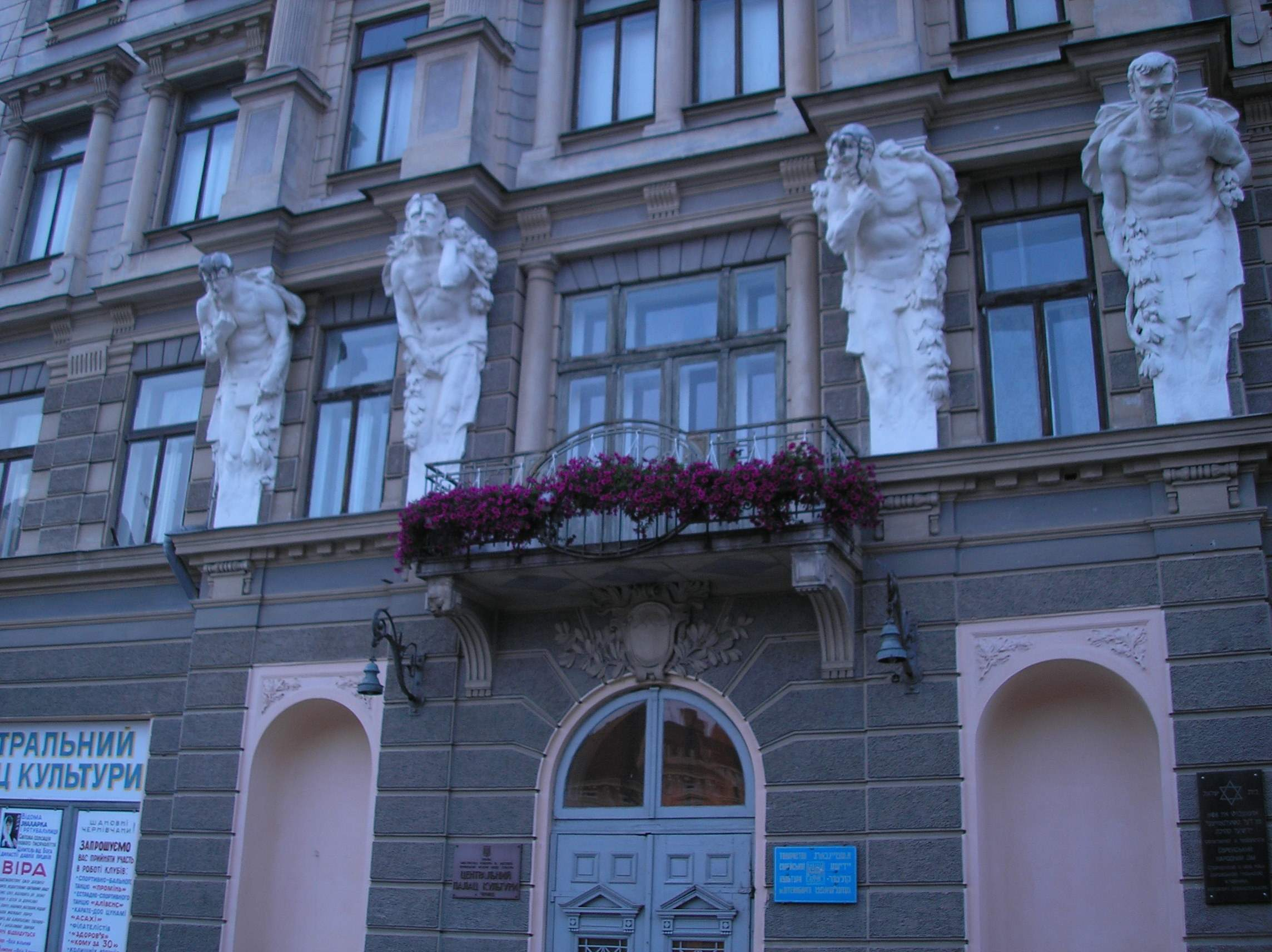
Detall de la façana, Casa de Cultura de Txernivtsí.
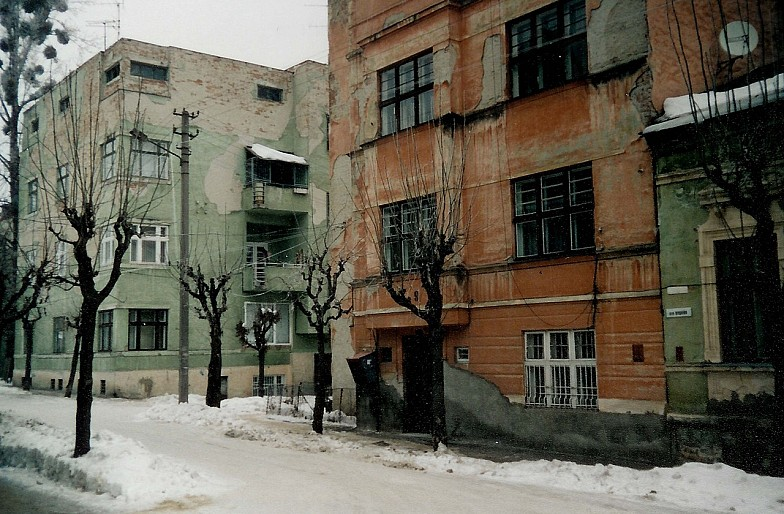
Edificis dels anys 1920 o 30 a Txernivtsí l'hivern.
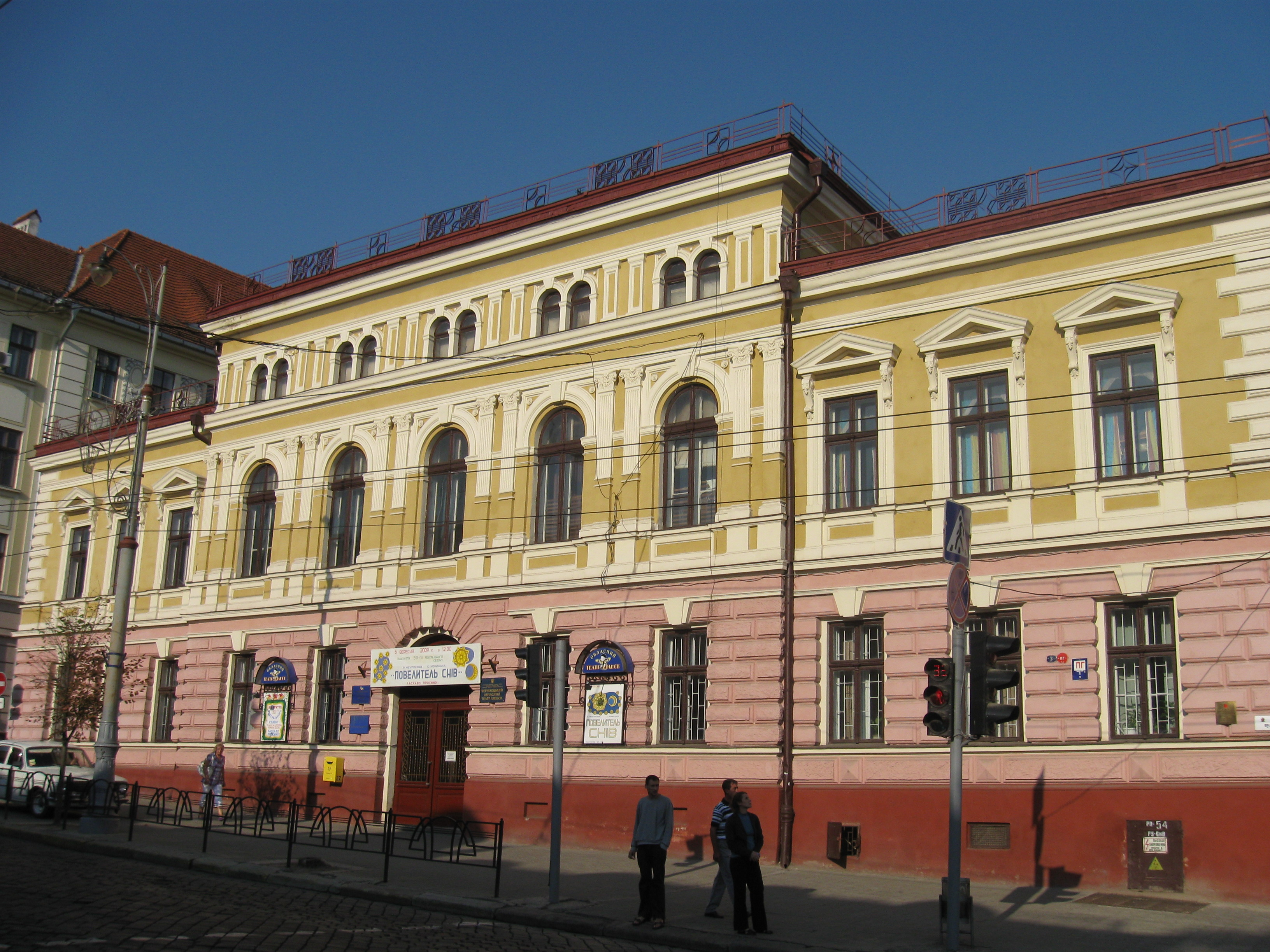
Teatre de titelles de l'óblast a Txernivtsí.
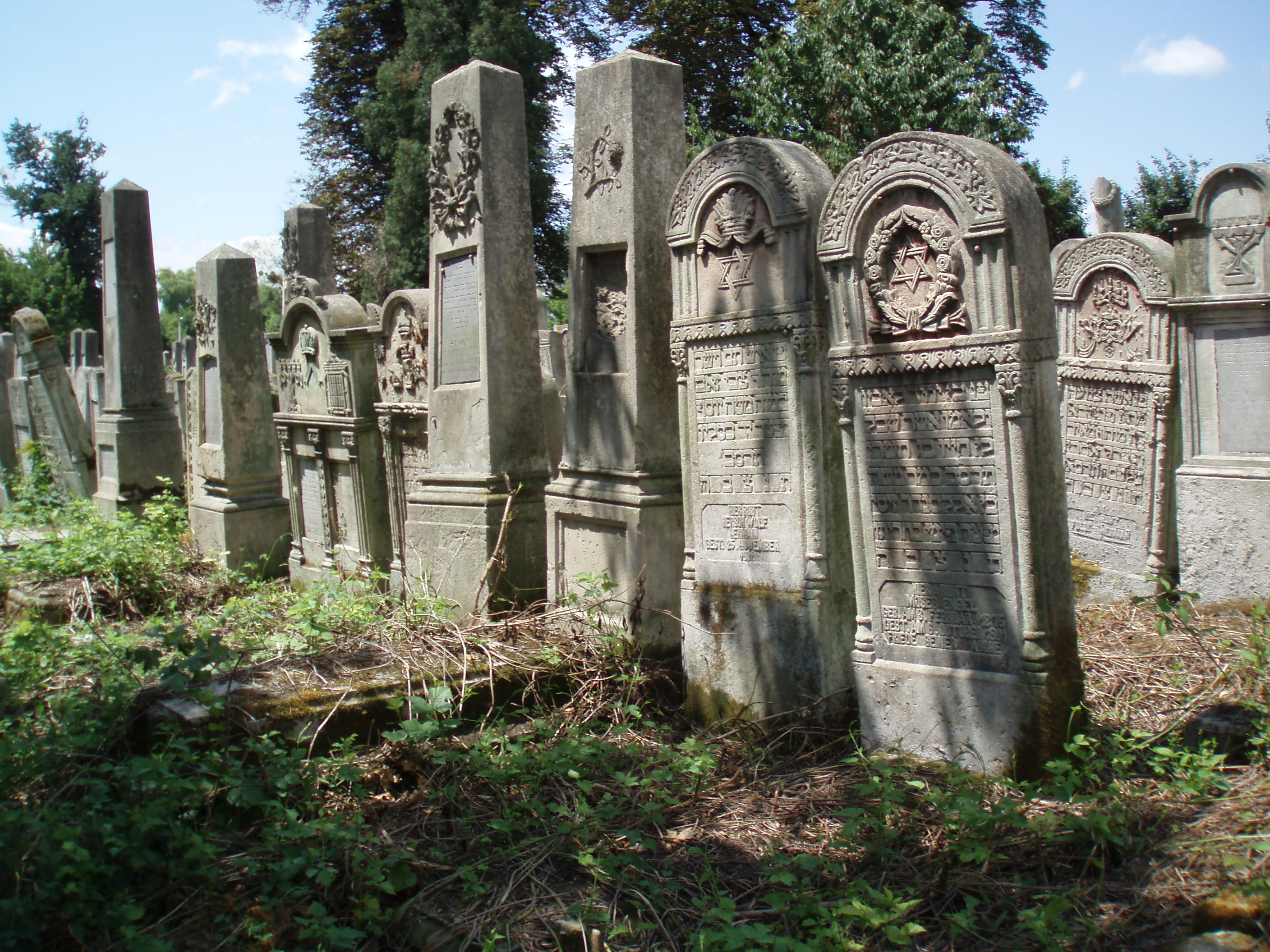
Cementiri jueu a Txernivtsí.